# María Zarattini
María Zarattini (1955 – Mexikóváros, 2019. április 21.) mexikói író.

## Élete
María Zarattini Olaszországban született. 1985-ben a Tú o nadie és a De pura sangre forgatókönyvírója volt. 2005-ben az Alborada című telenovella forgatókönyvírója lett. 2011-ben a A végzet hatalma című sorozat forgatókönyvét írta meg.
Férje José Rendón.

## Munkái

### Eredeti történetek
- Mentir para vivir (2013)
- A végzet hatalma (La fuerza del destino) (2011)
- Pasión (2007)
- Alborada (2005)
- Triángulo (1992)
- Balada por un amor (1989)
- De pura sangre (1985)
- Tú o nadie (1985)
- Al final del arco iris (1982) (José Rendónnal)
- Al rojo vivo (1980) (José Rendónnal)

### Adaptációk
- Si Dios me quita la vida (1995) – Eredeti történet Marissa Garrido
- Corazón salvaje (1993) – Eredeti történet Caridad Bravo Adams
- Destino (1990) – Eredeti történet Fernanda Villeli és Marissa Garrido
- Bodas de odio (1983/84) – Eredeti történet Caridad Bravo Adams
- Primera parte de Los ricos también lloran (1979) – Eredeti történet Inés Rodena
- Lágrimas negras (1978) – Eredeti történet Inés Rodena

### Egyedül újraírt feldolgozások
- Kettős játszma (Sortilegio) (2009) (Tú o nadie)
- Amor real (2003) (Bodas de odio)
- La jaula de oro (1997) (De pura sangre)

### Mások által újraírt feldolgozások
- Szerelem zálogba (Lo que la vida me robó) (2013) (Bodas de odio) – Juan Carlos Alcalá, Rosa Salazar Arenas, Fermín Zúñiga és Jorge Cervantes
- A szív parancsa (Amor bravío) (2012) (De pura sangre) – Martha Carrillo, Cristina García és Denisse Pfeiffer
- El precio de tu amor (2000) (Al rojo vivo) – Jaime García Estrada és Orlando Merino
- Acapulco bay (1995) (Tú o nadie) – Mark James Gerson
- Acapulco, cuerpo y alma (1995) (Tú o nadie) – Eric Vonn